# Sergio Tagliapietra
Sergio Tagliapietra (* 6. März 1935 in Venedig; † 7. Oktober 2022 ebenda) war ein italienischer Ruderer.

## Biografie
Sergio Tagliapietra war bei den Olympischen Sommerspielen 1956 Teil der italienischen Crew in der Achter-Regatta. Bei den Olympischen Sommerspielen 1964 gehörte er erneut zur italienischen Crew in der Achter-Regatta, welche den sechsten Platz belegte.
Tagliapietra gewann 14 Mal die Regata storica.

## Bücher
- 2012: Una vita per il remo. Storie di voga alla veneta, di canotaggio e di pesca in laguna Copertina flessibile